# Сиротенки
Сиротенки (укр. Сиротенки) — село,
Троицкий сельский совет,
Глобинский район,
Полтавская область,
Украина.
Код КОАТУУ — 5320689402. Население по переписи 2001 года составляло 346 человек.
Село указано на подробной карте Российской Империи и близлежащих заграничных владений 1816 года как хутор Кармазина.

## Географическое положение
Село Сиротенки находится на берегу реки Манжелийка, которая через 3 км впадает в реку Псёл,
выше по течению на расстоянии в 1,5 км расположено село Троицкое, ниже по течению на расстоянии в 2,5 км расположено село Манжелия. Река в этом месте пересыхает, на ней сделано несколько запруд.
Село образовано слиянием нас. пунктов: Сиротенки, Кармазиновка (Кармазина), Будековка,Балабухи, Гордиевка (Гордеенков), Михны (Платоновка, Михновка)

## Экономика
- Молочно-товарная и птице-товарная фермы.

## Объекты социальной сферы
- Школа І ст.
- Дом культуры.